# James Lowther, 1:e viscount Ullswater
James William Lowther, från 1921 viscount Ullswater, född 1 april 1851, död 27 mars 1949, var en brittisk politiker, son till diplomaten William Lowther, bror till diplomaten Gerard Lowther och farfars far till Nicholas Lowther, 2:e viscount Ullswater.
Lowther var konservativ medlem av underhuset 1883-85 och 1886-1921, vice talman 1895-1905, talman 1905-21 och understatssekreterare i utrikesministeriet 1891-92. Han var specialist på val- och rösträttsfrågor. Lowther utgav A speaker's commentaries (1925).